# Alphonse Morellet
Pour les articles homonymes, voir Morellet.
Alphonse Morellet est un homme politique français né le 4 février 1809 à Bourg-en-Bresse (Ain) et décédé le 8 juillet 1875 à Buellas (Ain).
Avocat à Bourg-en-Bresse, il entre à la commission municipale de Lyon en 1848. Il est député du Rhône de 1849 à 1851, siégeant à gauche.

## Sources
- « Alphonse Morellet », dans Adolphe Robert et Gaston Cougny, Dictionnaire des parlementaires français, Edgar Bourloton, 1889-1891 [détail de l’édition]